# فراری (مجموعه تلویزیونی ۲۰۰۱)
فراری (انگلیسی: The Fugitive) یک مجموعهٔ تلویزیونی درام اکشن آمریکایی است که از ۶ اکتبر ۲۰۰۰ تا ۲۵ مه ۲۰۰۱ در سی‌بی‌اس پخش شد. در این مجموعه بازیگرانی نظیر تیم دالی، میکلتی ویلیامسون، استیون لانگ و ویل اِستِـس ایفای نقش می‌کنند. این یک بازسازی از مجموعه تلویزیونی در دههٔ ۱۹۶۰ به همین نام است که توسط روی هاگینز ساخته شده‌است.